# Idaea sublimbaria
Idaea sublimbaria là một loài bướm đêm trong họ Geometridae.